# Frassineto Po
Frassineto Po (piemontesisch Frassiné da Pò) ist eine Gemeinde in der italienischen Provinz Alessandria (AL), Region Piemont.

## Lage und Einwohner
Die Gemeinde Frassineto Po liegt 30 km nördlich von der Provinzhauptstadt Alessandria an der Mündung des Sesia in den Po auf einer Höhe von 104 m über dem Meeresspiegel. Das Gemeindegebiet umfasst eine Fläche von 29,24 km² und hat 1362 (Stand 31. Dezember 2023) Einwohner. Die östliche Gemeindegrenze bildet gleichzeitig die Grenze zur Lombardei.
Die Nachbargemeinden sind Borgo San Martino, Breme (PV), Candia Lomellina (PV), Casale Monferrato, Ticineto und Valmacca.

### Verkehrsanbindung
Beim 8 km entfernten Casale Monferrato hat die Gemeinde Anschluss an die Autostrada A26 auch Autostrada dei Trafori genannt. Ebenfalls hat sie in Casale Monferrato Anschluss an die Bahnstrecken Mortara-Asti, Chiavasso-Casale Monferrato und Vercelli-Valenza.

## Geschichte

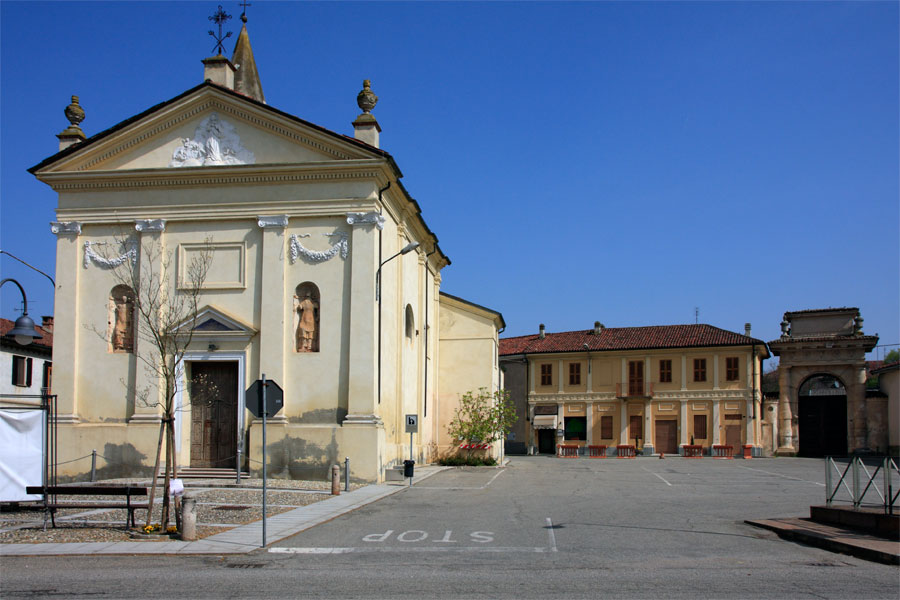
Kirche della Madonna degli Angeli

Der Ortsname ist seit dem 10. Jahrhundert mit den Formen „Fraxinetus“, „Fraxenetus“, „Fraxanetus“ und „Frassianetus“ belegt. Es hat Bedeutung, das „gepflanzten Ort“, an dem bestimmte Bäume in Hülle und Fülle wachsen. Seine Ursprünge reichen bis ins Mittelalter zurück. Ursprünglich gehörte es dem Erzbistum Vercelli, wie aus zwei von den Kaisern Otto III. und Konrad I. unterzeichneten Dokumenten aus den Jahren 999 und 1207 hervorgeht, die den Bischöfen den Besitz bestätigen. Später wurde es gleichzeitig als Lehen an die Familien Rossi und Cane di Casale abgetreten. Aus einem Diplom Heinrichs VI. aus dem Jahr 1187 geht hervor, dass auch das Kloster Rivalta Besitztümer in der Gegend besaß.
Im Jahr 1335 traten die Markgrafen von Monferrato auf den Plan, denen Kaiser Karl IV. die Gebiete von Frassineto übertrug. Ungefähr vierzig Jahre später wurden dieselben Besitztümer Teil der Mailänder Herrschaft von Galeazzo Visconti, während 1446 die Gonzagas von Mantua die Herren des Dorfes wurden. In den folgenden Jahrhunderten ging es mit Grafentiteln an verschiedene örtliche Familien über, darunter die der Ardizi, der Natta Callori und der Mosso Pallavicino von Morano.
Im Jahr 1859 waren die Ufer des Po Schauplatz der ersten Auseinandersetzung im zweiten Unabhängigkeitskrieg zwischen den Österreichern und den Piemontesern.

## Sehenswürdigkeiten
- Die Pfarrkirche Sant'Ambrogio aus dem 15. Jahrhundert wurde vom Marquis Bonifacio III. von Monferrato erbaut und zeichnet sich durch eine neoklassizistische Fassade aus, die während einer Erweiterung im Jahr 1820 geschaffen wurde. Im Inneren befinden sich ein Altar und ein geschnitzter hölzerner Tabernakel des Bildhauers Ambrogio Volpi, der im 17. Jahrhundert lebte, und zwei Gemälde von Guglielmo Caccia.[4]
- Das Säulenganghaus, aus dem 17. Jahrhundert.
- Der Palast der Herzöge von Mantua, aus dem 17. Jahrhundert.
- Das Centro di Interpretazione del Paesaggio del Po (Po-Landschaftsinterpretationszentrum). Das Zentrum wurde im Palazzo Mossi eingerichtet, um das Verständnis der Geschichte und Transformation der Landschaft durch große Szenografien, Videos, Dioramen, Umweltrekonstruktionen und Informationstafeln zu erleichtern.[5]